# Тетрасвинецпентацерий
Тетрасвинецпентацерий — бинарное неорганическое соединение
свинца и церия
с формулой Ce5Pb4,
кристаллы.

## Получение
- Сплавление стехиометрических количеств чистых веществ:

{\displaystyle {\mathsf {4Pb+5Ce\ {\xrightarrow {T}}\ Ce_{5}Pb_{4}}}}

## Физические свойства
Тетрасвинецпентацерий образует кристаллы
ромбической сингонии, пространственная группа P nma, параметры ячейки a = 0,8538 нм, b = 1,631 нм, c = 0,8674 нм, Z = 4,
структура типа пентасамарийтетрагермания Sm5Ge3
.